# Морський Нікольський собор (Кронштадт)
Морський собор святителя Миколая Чудотворця — православний храм, споруджений для потреб віруючих з числа матросів та офіцерів флоту у м. Кронштадті, головний храм ВМФ. Спроєктований у неовізантійському стилі цивільним інженером (архітектором) В. А. Косяковим, вибудуваний впродовж 1903 — 1913 років. 
Розташовується за адресою Якірна площа, 1. Парафія храму належить до Санкт-Петербурзької єпархії Російської православної церкви, розташована на території Кронштадтського благочинного округу. Ставропігійний статус собору вказує на його пряме підпорядкування патріарху. Настоятель собору — архімандрит Алексій (Ганьжин).
Від травня 2013 вважається основним храмом Військово-морського флоту Росії та центром Військового благочинного округу Санкт-Петербурзької єпархії.

## Історія

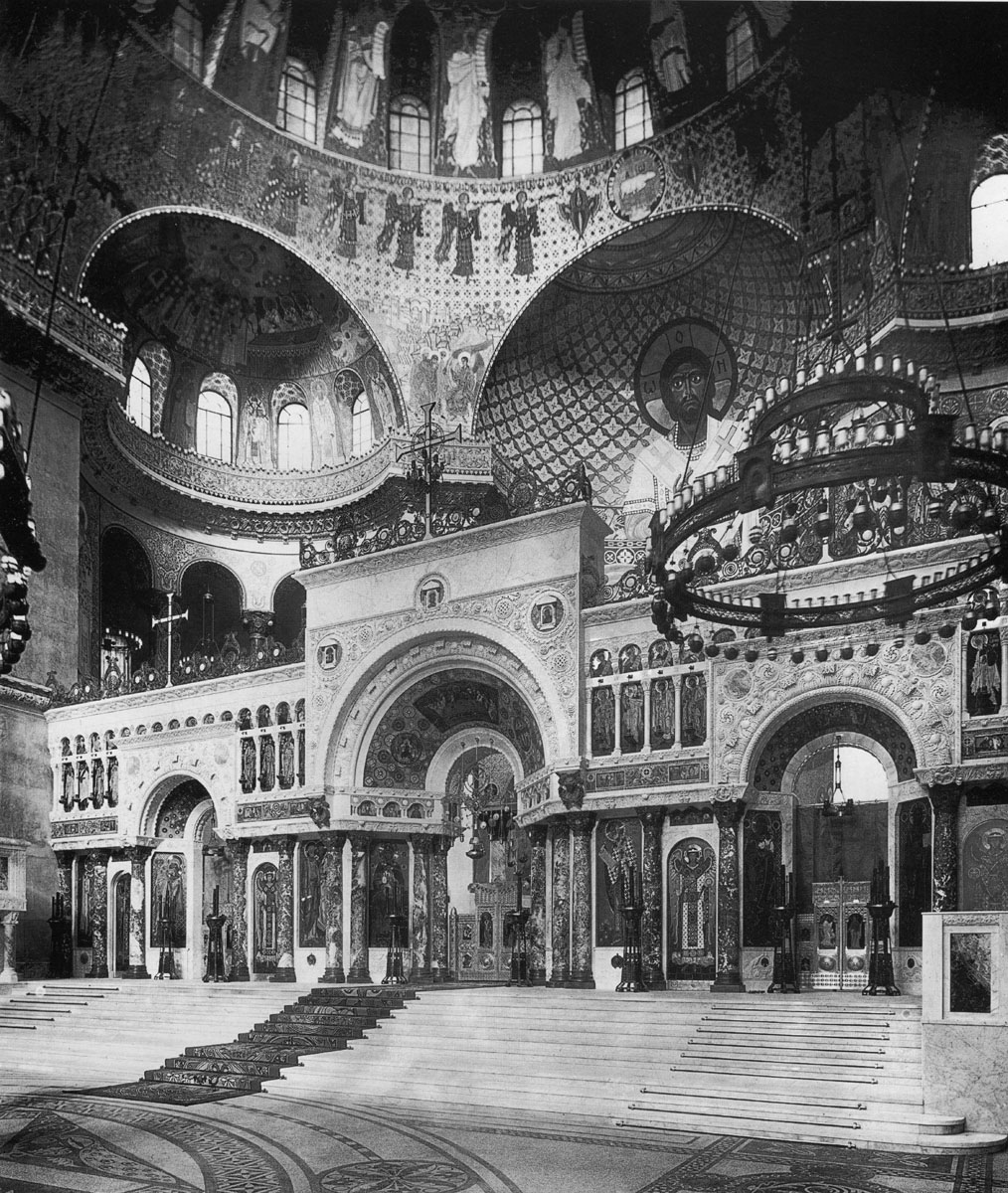
Інтер'єр собору. Фото 1914

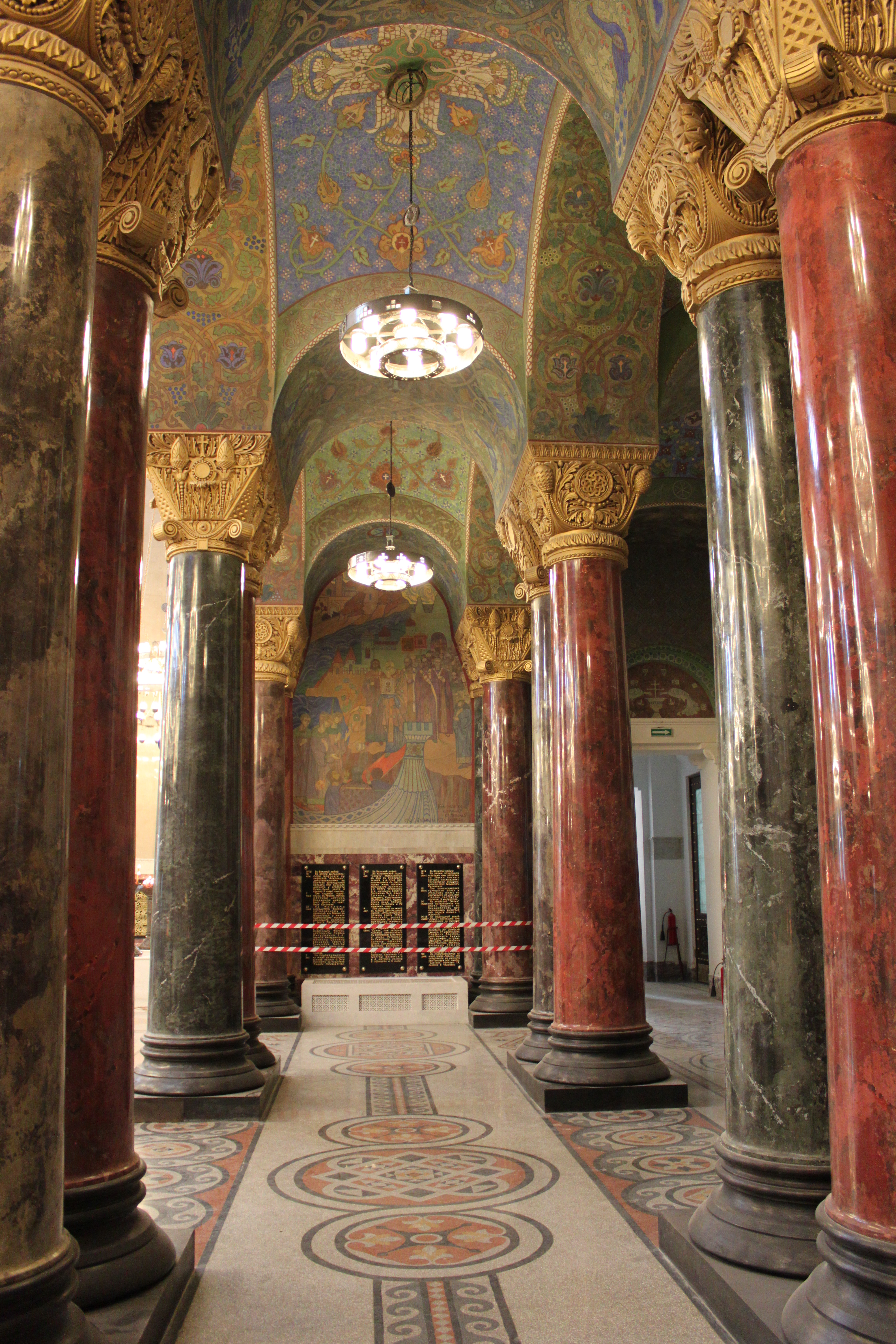
Середина собору покликана нагадувати храми Візантії.

Питання про будівництво місткого собору в Кронштадті виникало ще з 1830-х років, проте лише клопотання віце-адмірала М. І. Казнакова отримало в 1897 році найвищий дозвіл відкрити підписку добровільних пожертвувань на будівництво храму.
Храм вирішили зводити на якірній площі, на якій раніше лежали старі якорі. Площа являла собою вільний простір, що дозволяло влаштувати також парк навколо собору та площу для хресних ходів. Умовою для започаткування проекту було те, щоб висота купола дозволила собору служити орієнтиром з моря, а хрест морського храму був першим, що впадало у вічі мореплавцю. У квітні 1901 був прийнятий проект архітектора В. А. Косякова, затверджений на найвищому рівні 21 травня (3 червня) 1901. У проектуванні собору також брали участь цивільний інженер Володимир Шаверновський та цивільний інженер Віксель Олександр Іванович.
1 (14) вересня 1902 почалося будівництво собору. У присутності віце-адмірала С. О. Макарова протоієрей Іван Кронштадський здійснив молебень, яким він благословив початок будівництва.
8 (21) травня 1903 відбулася урочиста закладка собору в присутності імператора Миколи II, імператриць Олександри Федорівни та Марії Федорівни, великих князів Михайла, Олексія та Володимира Олександровичів. Після закінчення молебню з гармат фортеці та кораблів, що перебували на рейдах, дали салют з 31 пострілу. Того самого дня імператор і його оточення посадили в сквері навколо собору 32 однорічних дуби.
1907 року храм був начорно готовий, почалася внутрішня обробка. Вартість будівництва собору склала 1 876 000 рублів.
Освячення собору відбулося 10 (23) червня 1913 в присутності імператорської родини. Собор належав до парафії кронштадтського морського Богоявленського собору, служби проходили до 1927 року. Остаточно храм був закритий 14 жовтня 1929 року.
Після закриття собор переобладнали в кінотеатр імені Максима Горького, через що будівлю храму прозвали «Максимкою». 1956 року в будівлі собору з'явився клуб Кронштадтської фортеці та концертний зал на 1250 місць з театральною сценою. 1974 року в соборі відкрився філіал Центрального військово-морського музею.

Тогда входящий в храм не увидел бы прежней роскоши и величия. Центральный зал после реконструкции 1954 года был разделён подвесным потолком. Использовалась только одна треть объёма. О былом великолепии напоминали аркады галерей второго этажа — тогда здесь был балкон концертного зала.
Сохранялся византийский орнамент на сводах, колоннада искусственного мрамора, ажурные капители. На месте иконостаса — театральная была устроена сцена. Узкая лестница вела в подкупольное пространство — по ней никто не ходил, наверху царило запустение. Сквозь выбитые окна веял ветер и лились дожди, а виднеющиеся на куполе звёзды можно было спутать с настоящими. На многие десятилетия здесь обосновались голуби. Лишь на потрескавшейся стене был виден побледневший от непогоды лик херувима…

Морський Нікольський собор мав стати храмом-пам'ятником усім загиблим морякам. Усередині були розташовані чорні й білі мармурові дошки. Чорні — з іменами офіцерів морського відомства, загиблих в боях і при виконанні свого службового обов'язку; нижні чини не позначалися іменами, а йшли загальним числом, за винятком тих, хто здійснив видатний подвиг і чиї імена занесені окремо. На білих мармурових дошках, розташованих у вівтарі, були написані імена священнослужителів, які служили на військово-морських судах і загинули в морі. Білі й чорні мармурові дошки, які зберігали пам'ять про подвиги російських моряків, всіх флотів та флотилій, були зняті та пущені на господарські потреби — електрощити, щаблі, надгробки та ін.

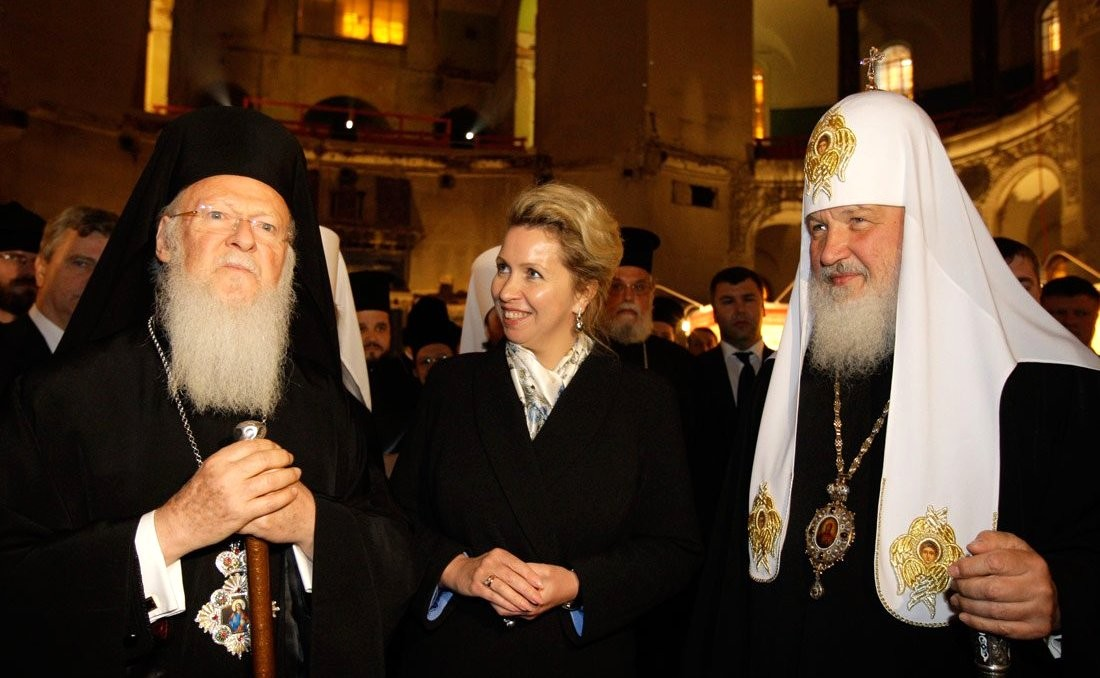
Патріарх Варфоломій, С. Медведєва та Патріарх Кирил в соборі

2002 року на соборній дзвіниці встановили православний хрест. У Нікольському Морському соборі тривала реставрація. Успішно пройшли переговори між морським відомством та Російською православною церквою про передачу Морського собору в підпорядкування церкви. 19 листопада стало відомо про прийняття закону, за яким майно релігійного призначення в Росії відходить до церков.
Перша за 75 років літургія відбулася 19 грудня 2005, а 20 листопада 2010 року у храмі служив сам патріарх Кирило, причому це богослужіння транслювало петербурзьке телебачення.
Патріарх Кирил звершив чин малого освячення собору 19 квітня 2012 року в присутності президента Д. А. Медведєва. Реставраційні роботи в соборі велися до весни 2013 року, передбачалося, що при цьому у вихідні та свята будуть проходити служби. Проте в червні 2013 року ще зберігалися проблеми з доступом до храму, викликані неясним юридичним статусом будівлі.
Велике освячення собору відбулося 28 травня 2013, коли храм відзначав своє 100-річчя. Наступного дня священний синод РПЦ ухвалив надати собору ставропігійний статус, як головному храму російського флоту.
16 травня 2014 року, за погодженням з митрополитом Санкт-Петербурзьким та Ладозьким Варсонофієм, Святіший Патріарх Кирил призначив голову єпархіального відділу по зв'язках зі Збройними Силами та правоохоронними установами архімандрита Алексія (Ганьжіна) настоятелем кронштадтського Нікольського морського ставропігійного собору.

## Архітектура

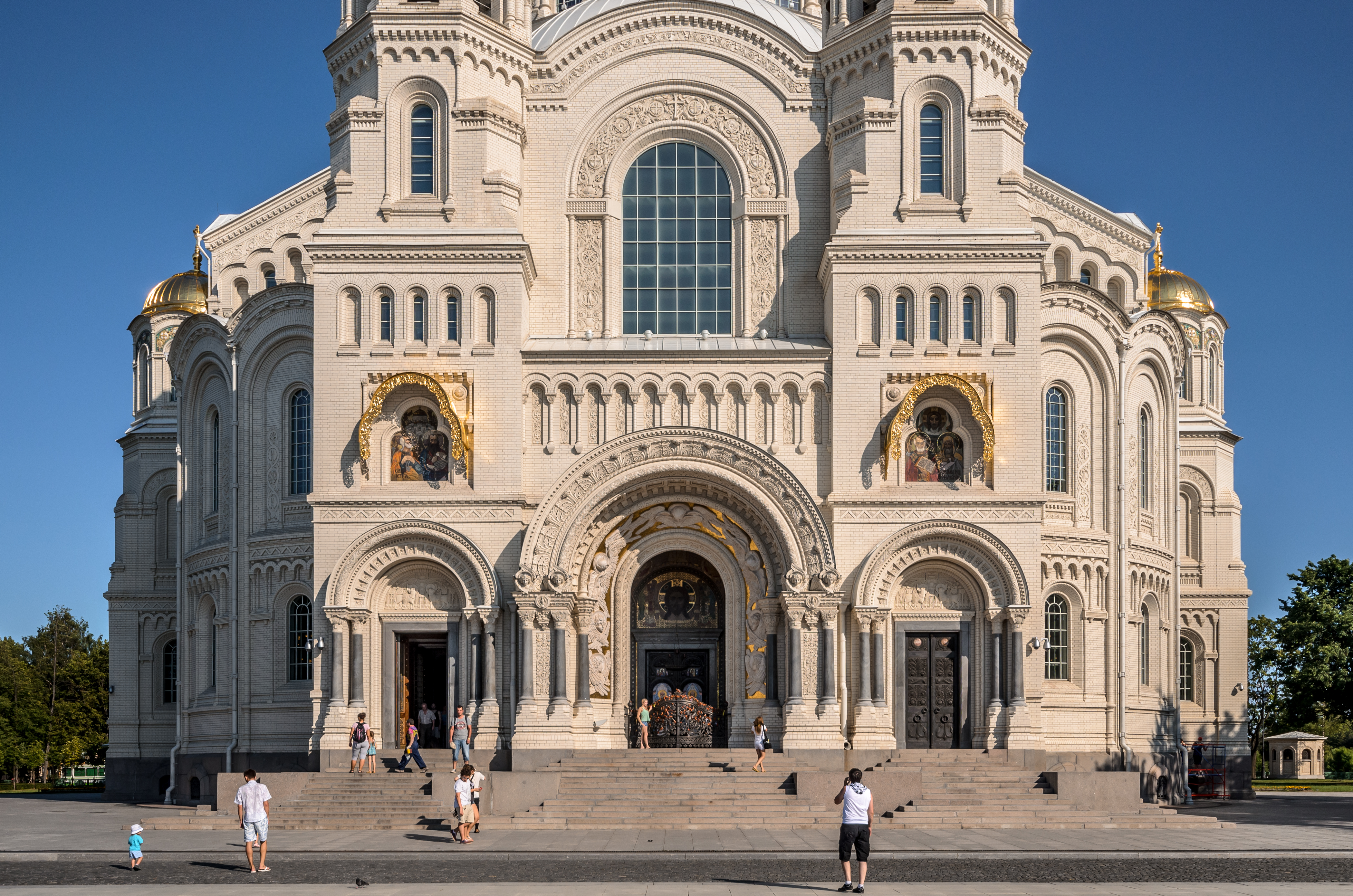
Фасад, що виходить на Якірну площу

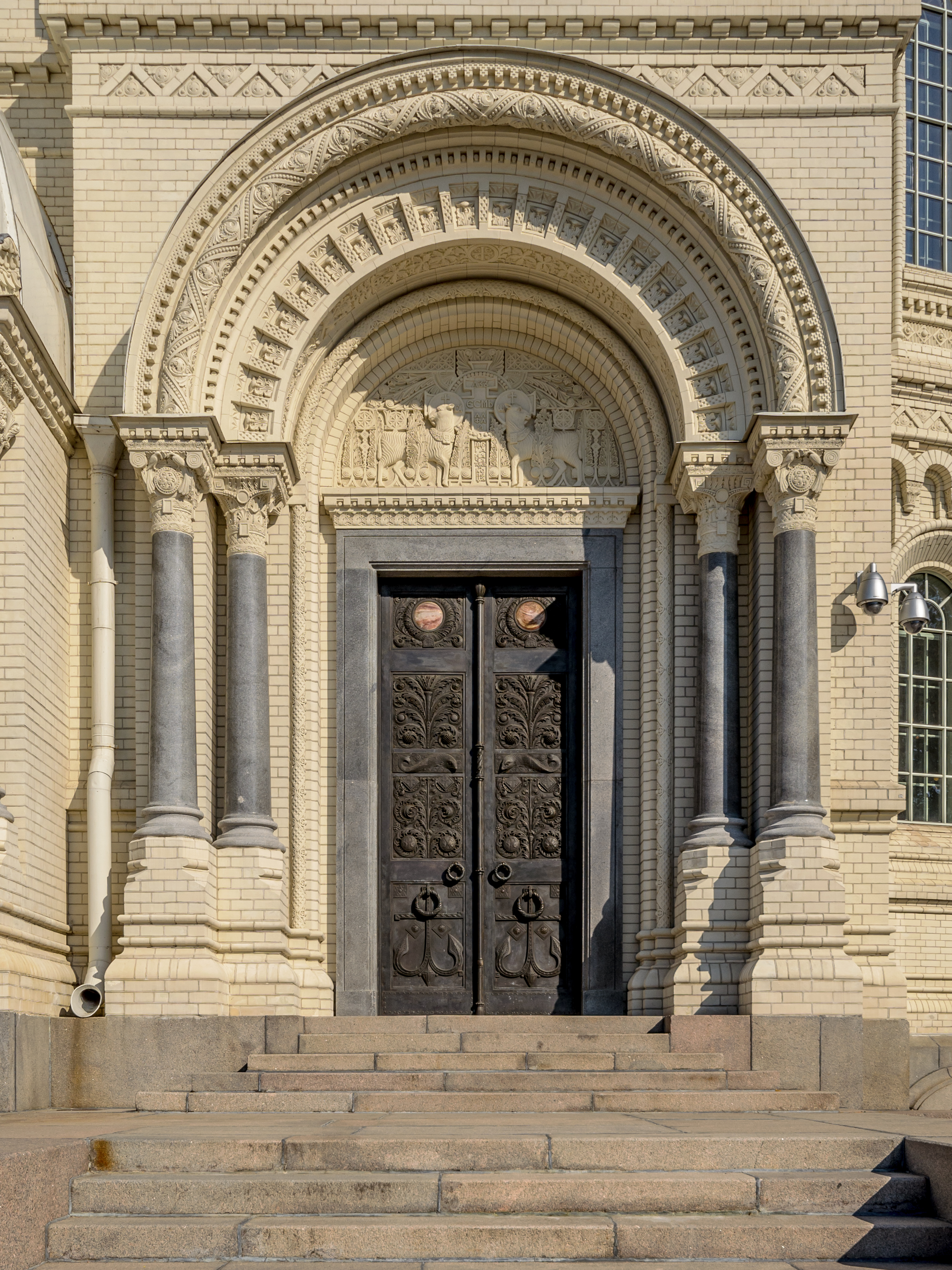
Один з порталів

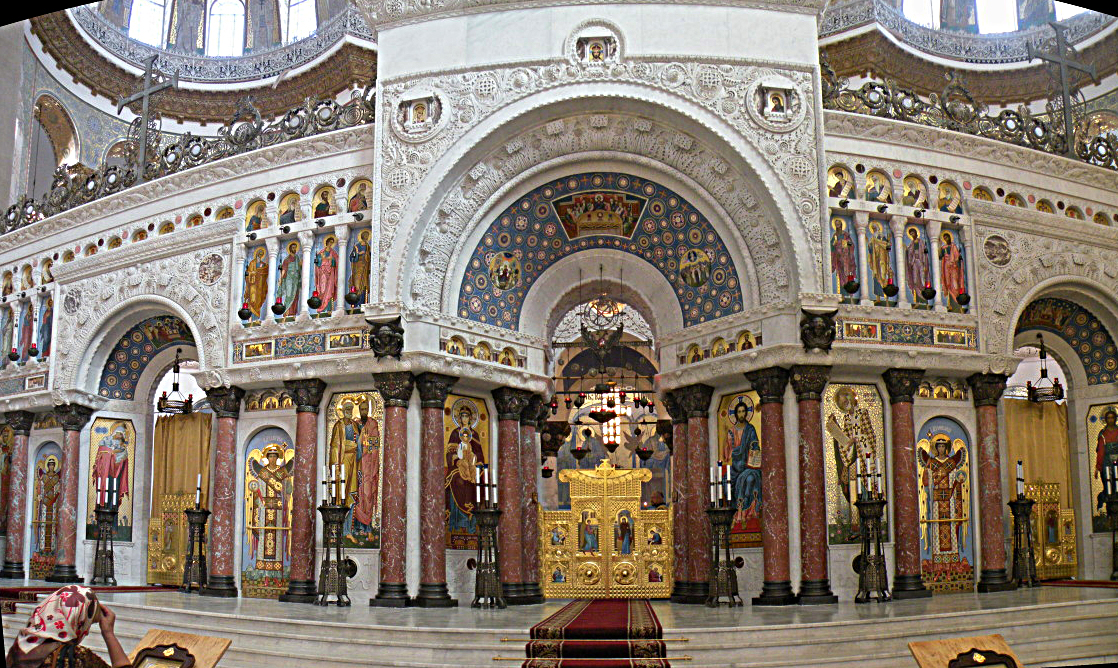
Іконостас. Сучасний вигляд

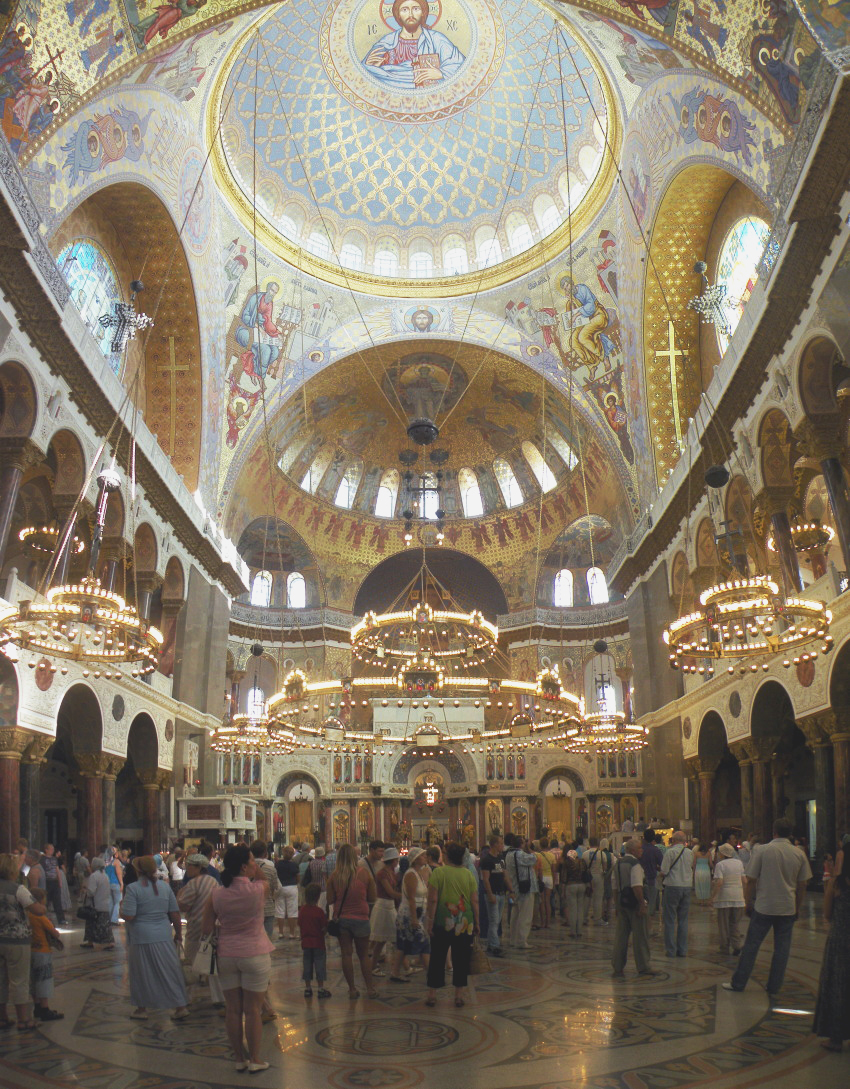
Інтер'єр. Сучасний вигляд

Кам'яний собор, загалом, повторює в плані спосіб, використаний при спорудженні храму Святої Софії в Константинополі. При цьому співвідношення частин храму відрізняється від прототипу.
Головні розміри собору наступні: зовнішня довжина з ґанками — 83 метри, ширина — 64 метри. Бік внутрішньої центральної зали — 24 метри; прольоти головних арок — 23 метри. Висота від фундаменту головного купола — 52 метри; діаметр купола — 26,7 м; зовнішня висота із хрестом — 70,5 метрів. Це найвища будівля в Кронштадті.
Фасад собору облицьований цеглою та теракотою і прикрашений гранітним цоколем і колонами порталів, а також, у невеликій кількості, майолікою та мозаїкою. Ікони на фасадах були виконані в мозаїчній майстерні В. А. Фролова:
- Західний центральний портал прикрашений мозаїчними зображеннями Спаса Нерукотворного, двома сюжетами із життя святителя Миколая Чудотворця, символами євангелістів та орнаментами.
- Над бічними порталами головного входу, знаходяться ікони святих, яким присвячені прибудови:
  - ліворуч — святих апостолів Петра та Павла;
  - праворуч — святителя Миколая чудотворця та преподобного Івана Рильського.
- Над північним порталом — образ Божої матері;
- Над південним порталом — святителя Митрофанія.

Головний купол та куполи дзвіниць прикрашені мідними рельєфними орнаментами, визолоченими по мардану.
У східній частині розташовуються ще два входи, що призначалися для духовенства, з багато оздобленими бронзовим орнаментом дверима.
Над головним внутрішнім простором панує центральний купол діаметром близько 27 метрів. Підбанний простір оточують двоярусні галереї-хори.
Розпис був лише у вівтарі, на вітрилах і склепіннях північних та південних хор роботи художника М. М. Васильєва. Він виконував малюнок частково під мозаїку, частково під фрески.
Інші частини храму були пофарбовані рівним кольором. Хори підтримуються колонами, які увінчані капітелями та, як і лиштви внутрішніх дверних прорізів, покриті штучним мармуром. Карнизи покриті ліпними орнаментами. Стіни в нижній частині були обнесені високою панеллю з кольорового мармуру, де на чорних дошках передбачалося висікати імена загиблих чинів флоту.
Вівтарна частина піднята у висоту на 4 метри. Іконостас роботи скульптора Н. А. Попова за проектом В. А. і Г. А. Косякова був виконаний з білого мармуру з мозаїчними вставками. Над головним престолом височів мармуровий покрив. Бічні приділи святих Петра та Павла і преподобного Іоанна Рильського були відділені від головного. У лівій частині солеї перебувала мармурова кафедра для проповідей. Вона була декорована колонками та мармуровими панелями, а також зображенням Святого Духа у вигляді голуба. Іконостас був знищений 1929 року і був повністю відтворений за ескізами, архівними фотографіями та матеріалами.
Підлога була вистелена дрібним мармуром в тонкій мідній оправі та прикрашена мозаїчними фігурами риб і медуз, зображеннями морських рослин та кораблів.
У східній частині хорів перебували парадна ризниця та місце для хору. Там само зберігалися ікони зі списаних суден. На першому поверсі були ризниця та бібліотека.
Величезні круглі вікна храму, що нагадують ілюмінатори, були прикрашені вітражами. Всі скляні роботи у храмі виконало Північне Скляно-промислове товариство, а значить, вітражі створила знаменита майстерня, що належить братам Франк. Поки не встановлено, хто тоді, сто років тому, проектував і збирав гігантські скляні полотна. Загалом вітражів у соборі було п'ять, два мали неймовірні розміри — площею по 52 квадратних метри кожне, і були співмасштабними всьому грандіозному інтер'єру. Ці круглі вікна на момент їх встановлення 1913 року були, безумовно, найбільшими вітражами в дореволюційній Росії.
Західне вікно із зображенням «Деісуса» відтворено зі збереженої чорно-білої фотографії. Три фігури в канонічній композиції — Ісуса Христа, Богоматері та Іоанна Хрестителя — виконані в дусі робіт В. М. Васнецова, найпопулярнішого та з найбільшою кількістю замовлень від церкви художника на початку XX століття. Два інших вікна першого ярусу: «Розп'яття з тими хто попереду» з північної сторони та «Чудесний улов» з південної — створені заново, відповідно до духу епохи та стилістики церковного настінного живопису початку XX століття.
Відтворенням цих величезних скляних полотен у 2011—2012 роках займалася петербурзька майстерня Олексія Яковлєва.
Морський собор є пам'ятником всім чинам Російського флоту, базу якого в Кронштадті створив Петро I.

### Прилегла територія

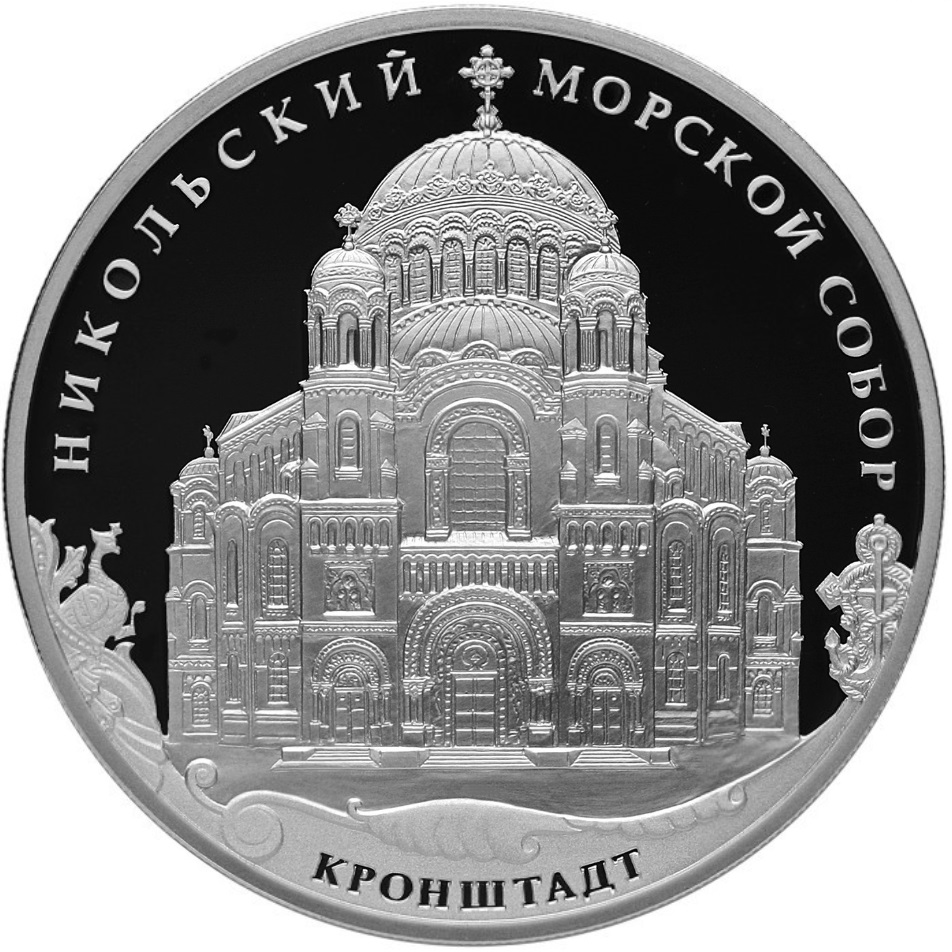
Нікольський Морський собор. Кронштадт. Монета Банку Росії — Серія: «Пам'ятки архітектури Росії», 3 рублі, срібло, 2013

Поруч із собором розташовані два сквери — південний і північний.
У північному сквері розташований закладний камінь на місці майбутнього монумента учасникам антибільшовицького повстання 1921 року.